# Caso (linguistica)
In linguistica, il caso è una categoria grammaticale che consiste nella modificazione di un nome a seconda della sua funzione logica (soggetto, complemento diretto, complemento indiretto, ecc.). 
In alcune lingue, sia moderne sia antiche, ogni parola assume forme diverse a seconda della funzione svolta nella frase.
In italiano, la declinazione secondo il caso è ormai decaduta per quanto riguarda nomi e aggettivi.
Tali parole assumono sempre la stessa forma per qualunque funzione assolta nel periodo (soggetto, complemento).
Ad esempio, in italiano, la parola cane è sempre la stessa in ogni ambito della frase: il cane azzannò la pecora, ho dato da mangiare al cane, la cuccia del cane ecc. D'altra parte, i pronomi personali (Io, tu, egli, ella, essi) assumono una forma diversa a seconda del ruolo svolto: io mangio, ma il coccodrillo mangia me: essi, infatti, sono l'ultimo retaggio delle declinazioni latine.
La funzione logica dei casi può essere svolta anche da una preposizione, come ad esempio accade in italiano, o da una posposizione, come accade nel giapponese.
Quindi mentre in latino si dice ad esempio lib-er, libr-i, libr-o, in italiano abbiamo il libr-o, del libr-o, al libr-o.
I due meccanismi (casi e pre/posposizioni) solitamente coesistono nella stessa lingua (es. latino ad urbem, costituito dalla preposizione ad e dall'accusativo urbem).

## Storia
I grammatici greci riconobbero e codificarono la nozione di caso: la parola greca che indica il caso, πτῶσις ptṑsis, deriva dal verbo πίπτω pìptō, "cadere", perché secondo la loro sensibilità le parole flesse "cadevano" (cioè "arrivavano" all'ascoltatore) ora in un modo, ora in un altro, a seconda dei vari casi in cui potevano presentarsi. Il termine stesso rivela la consapevolezza che si trattasse di una nozione sofisticata ed astratta. La nozione era già ampiamente conosciuta e trattata nei temi di Aristotele ma venne poi raffinata dagli stoici e in generale dai grammatici del periodo ellenistico.

## Conseguenze sulla costruzione della frase
Nelle lingue che presentano una certa ricchezza flessionale, l'ordine delle parole è più libero, perché il caso è espresso dalla morfologia e non obbligatoriamente dall'ordine delle parole, a cui possono essere affidati altri compiti quali la manifestazione della struttura comunicativa dell'enunciato: ad esempio, la frase latina Petrus Paulum salutat è equivalente a Paulum Petrus salutat per quanto riguarda le relazioni morfo-sintattiche espresse, ma diverso è l'apporto comunicativo: infatti nel primo enunciato il rema è costituito da "Paulum salutat", mentre nel secondo da "Petrus salutat".
La posizione delle parole nella frase è invece fondamentale per lingue che non manifestano morfologicamente il caso, come ad esempio l'italiano o le altre lingue europee; infatti in lingue SVO come queste è necessario, tranne casi particolari, utilizzare la costruzione soggetto + predicato + complemento oggetto + complementi indiretti perché l'inversione di una di queste parti del discorso potrebbe modificare il significato dell'enunciato.
Esempio: Laura ha invitato Francesco al cinema.
Non si può invertire il soggetto (Laura) con il complemento oggetto (Francesco), altrimenti sarebbe inteso che è Francesco che ha invitato Laura al cinema.
Nell'inglese la costruzione della frase è ancora più rigida che in italiano: per compensare questa rigidità sintattica e segnalare il rema dell'enunciato l'inglese può ricorrere all'accento, alla diatesi passiva, alle frasi scisse, ecc.

## I casi nelle lingue antiche

### Indoeuropeo
L'antico proto-indoeuropeo ricostruito comprendeva per la flessione nominale otto casi: il nominativo, il genitivo, il dativo, l'accusativo, il vocativo, l'ablativo, lo strumentale e il locativo. Il sanscrito e il lettone li conservano tutti.

### Latino
Di quegli otto casi, il latino ne conserva sei, che sono di solito elencati in questo ordine:
- Nominativo - indica il soggetto (cioè chi compie l'azione) (Mario ha un libro), oppure il nome del predicato (Mario è un ragazzo).
- Genitivo - indica una specificazione (il libro di Mario è interessante).
- Dativo - indica il cosiddetto oggetto indiretto, in un certo senso ausiliario, o il complemento di termine usato in italiano, e risponde alla domanda "a chi?" (Mario dà un libro a Nicola).
- Accusativo - indica l'oggetto dell'azione (Mario ha un libro).
- Vocativo - indica l'oggetto invocato (Mario, prendi il libro).
- Ablativo - indica vari complementi indiretti. Corrisponde all'ablativo, al locativo e allo strumentale indoeuropei.[2]

Esistono poi alcune vestigia di un caso locativo: domi significa "in casa".
Alcuni casi (accusativo, ablativo, in parte il genitivo) possono anche essere preceduti da una preposizione che cambia il loro significato.

#### Esempio di declinazione
Un esempio di declinazione latina è un nome maschile della II declinazione: lupus, -i
- Singolare
  - Nominativo: lupus (il lupo, soggetto)
  - Genitivo: lupi (del lupo)
  - Dativo: lupo (al lupo)
  - Accusativo: lupum (il lupo, oggetto)
  - Vocativo: lupe (oh, lupo!)
  - Ablativo: lupo (a causa del lupo, per mezzo del lupo, etc.)

- Plurale
  - Nominativo: lupi (i lupi, soggetto)
  - Genitivo: luporum (dei lupi)
  - Dativo: lupis (ai lupi)
  - Accusativo: lupos (i lupi, oggetto)
  - Vocativo: lupi (oh, lupi!)
  - Ablativo: lupis (a causa dei lupi, per mezzo dei lupi, etc.).

Ad esempio, la frase In silvam lupum misi significa Mandai il lupo nella foresta perché lupum nel contesto è accusativo singolare.
Come si può facilmente notare dall'esempio, la stessa parola, ad esempio lupis, può appartenere a più di un caso: sta quindi al lettore interpretarla opportunamente.

### Greco antico
Degli otto casi dell'indoeuropeo, il greco antico ne conserva cinque, che sono di solito elencati in questo ordine:
- nominativo
- genitivo
- dativo
- accusativo
- vocativo

Le funzioni dell'ablativo sono state assorbite dal genitivo e dal dativo, eventualmente accompagnati da preposizioni (es. ἐν + dativo → ἐν πάσαις ταῖς πόλεσιν → in tutte le città)

#### Esempio di declinazione
Un esempio di declinazione greca antica è un nome maschile della II declinazione: ἄνθρωπος, -ου
- Singolare
  - Nominativo: ὁ ἄνθρωπος (l'uomo, soggetto)
  - Genitivo: τοῦ ἀνθρώπου (dell'uomo)
  - Dativo: τῷ ἀνθρώπῳ (all'uomo)
  - Accusativo: τὸν ἄνθρωπον (l'uomo, oggetto)
  - Vocativo: ὦ ἄνθρωπε (oh, uomo!)

- Duale
  - Nominativo: τὼ ἀνθρώπω (i due uomini, soggetto)
  - Genitivo: τοῖν ἀνθρώποιν (dei due uomini)
  - Dativo: τοῖν ἀνθρώποιν (ai due uomini)
  - Accusativo: τὼ ἀνθρώπω (i due uomini, oggetto)
  - Vocativo: ὦ ἀνθρώπω (oh, voi due uomini!)

- Plurale
  - Nominativo: οἱ ἄνθρωποι (gli uomini, soggetto)
  - Genitivo: τῶν ἀνθρώπων (degli uomini)
  - Dativo: τοῖς ἀνθρώποις (agli uomini)
  - Accusativo: τoὺς ἀνθρώπους (gli uomini, oggetto)
  - Vocativo: ὦ ἄνθρωποι (oh, uomini!)

### Sumero
Il sumero, una lingua non indoeuropea, possedeva undici casi: assolutivo, ergativo, genitivo, locativo, dativo, 
collettivo-strumentale (comitativo), ablativo, di luogo-direzionale (locativo-terminativo), comparativo (equativo), di motivo (causale)

## I casi nelle lingue moderne

### Italiano
L'italiano, come la maggior parte delle lingue romanze, nella sua evoluzione ha perso completamente l'uso dei casi, ma ne restano alcuni relitti nella flessione dei pronomi personali; si vedano ad esempio il nominativo, l'accusativo e il dativo nella prima persona singolare: io (N), me (A), mi (A e D) o alla seconda persona singolare tu (N), te (A), ti (A e D) o ancora la terza egli/ella (N), lo-lui/la-lei (A), gli/le (D). Questo fenomeno appare anche per i pronomi relativi "che" (N e A), "cui" (D). Anche l'articolo determinativo, nella forma della preposizione articolata, può essere visto come una declinazione, sebbene non derivi da una declinazione precedente:
|             | Maschile  | Femminile |
| ----------- | --------- | --------- |
| Nominativo  | il/lo     | la        |
| Genitivo    | del/dello | della     |
| Dativo      | al/allo   | alla      |
| Accusativo  | il/lo     | la        |
| Ablativo    | dal/dallo | dalla     |
| Locativo    | nel/nello | nella     |
| Strumentale | col/collo | colla     |

### Tedesco
Il tedesco possiede quattro casi: nominativo, genitivo, dativo, accusativo. Le funzioni del vocativo sono svolte dal nominativo, quelle dell'ablativo generalmente dal dativo. Il genitivo viene usato anche con preposizioni come statt ("invece di"), trotz ("nonostante"), während ("durante") e wegen ("a causa di").
È possibile indicare possesso usando il caso genitivo o la costruzione von + dativo, ma nel parlato è più diffusa quest'ultima. 

### Romeno
Il romeno possiede cinque casi (unica lingua romanza ad averli mantenuti): nominativo, genitivo, dativo, accusativo e vocativo. Le funzioni dell'ablativo sono generalmente svolte dal dativo.

### Inglese
L'inglese ha perso l'uso dei casi nella flessione del nome, se non il cosiddetto genitivo sassone, che è un possessivo che riflette un antico genitivo singolare, il caso accusativo per quanto riguarda i pronomi personali (pronomi complemento) e alcuni relitti come la declinazione del pronome interrogativo-indefinito who: whose (genitivo), whom (accusativo).

### Greco moderno
Nel greco moderno esistono solo quattro casi: nominativo, genitivo, accusativo e vocativo. Talvolta, in alcuni modi di dire o in alcune frasi fatte, sono presenti relitti di caso dativo.

### Lingue slave
Il polacco, lo sloveno, il ceco, lo slovacco, il russo, e in generale buona parte delle lingue slave hanno sei (o sette) casi. Fanno eccezione il bulgaro e il macedone che conservano solo tracce dei casi nei pronomi. Rispetto al latino mancano del vocativo (salvo il ceco, polacco, serbo-croato e ucraino), ma in compenso al posto dell'ablativo hanno altri due casi:
- locativo - è sempre preceduto da preposizione (infatti è anche chiamato prepositivo) e, a seconda di quest'ultima, indica complementi diversi come stato in luogo o di argomento (Mario studia a casa, Parlavamo di te).
- strumentale - indica il mezzo ed il modo (Mario studia con un libro, Mario legge ad alta voce).

esempio di declinazione in russo :
книга, "libro" (sostantivo femminile)
|             | Singolare | Plurale                 |
| ----------- | --------- | ----------------------- |
| Nominativo  | книг-а    | книг-и                  |
| Accusativo  | книг-у    | книг-и                  |
| Dativo      | книг-е    | книг-ам                 |
| Genitivo    | книг-и    | книг-Ø (desinenza zero) |
| Strumentale | книг-ой   | книг-ами                |
| Prepositivo | книг-е    | книг-ах                 |

### Lingue baltiche
Le lingue baltiche conservano tutti i casi dell'indoeuropeo salvo l'ablativo. Il lettone presenta sincretismo: al singolare, lo strumentale è identico all'accusativo; al plurale al dativo.

### Lingue ugrofinniche
Una peculiarità delle lingue appartenenti al gruppo ugrofinnico è quello di avere una grande quantità di casi. 
Il finlandese ha 15 casi, e l'estone ne ha 14: 
- nominativo - utilizzato esclusivamente come soggetto al singolare, al plurale può essere anche complemento oggetto
- genitivo - indica possesso. Al singolare coincide con la forma dell'accusativo
- accusativo - è l'oggetto della frase. In realtà non ha una desinenza propria (eccetto che per i pronomi personali), ma usa il nominativo e il genitivo al singolare, e solo il nominativo al plurale
- partitivo - indica principalmente la parte di una cosa o una quantità indefinita (Sul tavolo ci sono dei libri), ma alcuni verbi reggono il partitivo a prescindere dal suo significato intrinseco
- inessivo - indica lo stato in luogo interno (Mario è in ufficio).
- elativo - indica il moto da luogo interno o la provenienza (Mario si alza dal letto). Inoltre indica il complemento di argomento (Mario parla di te).
- illativo - indica il moto a luogo interno (Mario mette lo zucchero nel caffè).
- adessivo - indica lo stato in luogo esterno (Il libro è sul tavolo), oppure il mezzo con cui si svolge un'azione o il modo in cui si compie (Mario studia con un libro). Inoltre fa le veci del dativo nell'espressione "io ho un libro" che viene tradotta come "a me è un libro"
- allativo - indica il moto a luogo esterno (Il libro è caduto sul pavimento), oppure un complemento di termine (Mario ha scritto a Luigi).
- essivo - indica il predicativo di modo o qualità (Mario studia da medico).
- traslativo - indica il predicativo di divenire (Mario è diventato medico).
- abessivo - indica la mancanza (Mario è senza soldi).
- comitativo - indica la compagnia o l'unione (Mario va in Finlandia con sua moglie).
- istruttivo - indica la modalità o il mezzo (L'ho visto con i miei occhi).

Nel finlandese i casi vengono impiegati oltre che per la declinazione nominale anche per la coniugazione verbale. Ad esempio il I infinito lungo, che indica finalità, è detto anche traslativo, proprio perché impiega il medesimo morfema utilizzato per la declinazione nominale.

## I casi nelle lingue del mondo
| Caso                           | Significato | Esempio                                      | Lingue (Esempi)                                                                                      |
| ------------------------------ | --- | -------------------------------------------- | --- |
| Abessivo                       | mancanza di qualcosa | senza l'insegnante                           | finlandese                                                                                           |
| Ablativo                       | allontanamento, provenienza | dall'insegnante                              | latino, sanscrito, finlandese, sumero                                                                |
| Accusativo                     | oggetto diretto o direzione | l'insegnante (oggetto)                       | romeno, finlandese, tedesco, latino, greco, lingue slave, lituano, arabo, ungherese, lettone         |
| Adessivo                       | vicino a | vicino all'insegnante                        | finlandese, lituano (arcaico)                                                                        |
| Allativo o direttivo           | moto verso luogo | verso l'insegnante                           | basco, finlandese, ungherese, lituano (arcaico), tibetano, sumero                                    |
| Assolutivo                     | soggetti di verbi intransitivi; oggetti di verbi transitivi                                                                                                  | l'insegnante (soggetto o oggetto)            | lingue ergative                                                                                      |
| Causativo                      | valore causale | -                                            | sumero                                                                                               |
| Comitativo                     | insieme a | con l'insegnante                             | basco, finlandese, estone, ungherese, tibetano, tamil, sumero                                        |
| Dativo                         | direzione o ricevente; oggetto indiretto | all'insegnante                               | romeno, tedesco, latino, greco, lingue slave, lituano, hindi, sumero, lettone                        |
| Dedativo (rispettivo)          | affinità | legato all'insegnante                        | quenya                                                                                               |
| Delativo                       | provenienza (usato solo con pochi pronomi solo al singolare)                                                                                                 | da lì, da laggiù                             | finlandese                                                                                           |
| Delimitativo (genitivo locale) | appartenenza locale | dell'insegnante, appartenente all'insegnante | basco                                                                                                |
| Elativo                        | movimento verso l'esterno | fuori di casa                                | finlandese, estone, ungherese                                                                        |
| Ergativo                       | soggetto, che compie un'azione con un verbo transitivo | l'insegnante (costruisce una casa...)        | basco, samoano, tibetano, inuktitut, sumero, georgiano.                                              |
| Essivo                         | caratterizzante una condizione | in qualità di insegnante                     | finlandese, egizio medio, estone                                                                     |
| Genitivo                       | possesso, rapporto | dell'insegnante                              | romeno, finlandese, tedesco, latino, greco, svedese, lingue slave, tibetano, sumero, lettone, estone |
| Illativo                       | movimento verso l'interno | in casa                                      | finlandese, lituano (lo stesso del locativo), estone                                                 |
| Inessivo                       | dentro | in casa                                      | basco, finlandese, estone, ungherese, lituano (lo stesso del locativo)                               |
| Locativo                       | luogo | in casa                                      | sanscrito, lettone, lingue slave, tibetano, lituano, sumero, latino arcaico                          |
| Nominativo                     | soggetto | l'insegnante                                 | tedesco, latino, greco, lingue slave, arabo, lituano, romeno, lettone                                |
| Caso obliquo                   | in un determinato sistema, unico caso diverso da nominativo, accusativo, vocativo; collettivamente, tutti i casi diversi da nominativo, accusativo, vocativo | vari usi                                     | zazaki, francese antico, arabo                                                                       |
| Oppositivo                     | usato per descrivere la situazione di due cose identiche che si fronteggiano                                                                                 | faccia a faccia, fianco a fianco             | finlandese                                                                                           |
| Partitivo                      | quantità | un po' d'insegnanti                          | basco, finlandese                                                                                    |
| Perlativo                      | moto lungo o attraverso qualche cosa | -                                            | kuku-yalanji, tocario                                                                                |
| Possessivo                     | possesso | che appartiene all'insegnante                | basco, quenya                                                                                        |
| Pospositivo                    | caso davanti a posposizioni | insegnante + posposizione                    | hindi                                                                                                |
| Prepositivo                    | caso dopo preposizioni | preposizione + insegnante                    | russo                                                                                                |
| Prolativo (1)                  | movimento su superficie | per la casa                                  | |
| Prolativo (2)                  | complemento di mezzo | via posta                                    | |
| Prolativo (3)                  | per o al posto di | per l'insegnante                             | basco                                                                                                |
| Rispettivo (dedativo)          | relazione | in relazione all'insegnante                  | quenya                                                                                               |
| Situativo                      | rapporto spaziale | l'uno dentro l'altro, l'uno contro l'altro   | |
| Strumentale o istruttivo       | caratterizzazione dell'uso | con l'insegnante                             | sanscrito, basco, finlandese, ungherese, lingue slave, lettone                                       |
| Sublativo                      | usato per descrivere il luogo verso cui qualcosa va (solo con i pronomi)                                                                                     | dove (pronome relativo), in/a molti posti    | Finlandese                                                                                           |
| Superessivo                    | Posizionamento | laggiù, in altro luogo                       | finlandese                                                                                           |
| Tendenziale                    | direzione di un movimento | verso l'insegnante                           | basco                                                                                                |
| Terminativo                    | fine di un movimento o di un periodo di tempo | fino all'insegnante                          | basco, estone, tibetano, sumero                                                                      |
| Translativo                    | cambio di condizione | (diventare) un insegnante                    | finlandese, ungherese                                                                                |
| Vocativo                       | appello | o insegnante!                                | latino, greco, sanscrito, lituano, croato, polacco, ceco, ucraino, romeno, lettone                   |